# アカキ・ツェレテリ
アカキ・ロストミス・ゼ・ツェレテリ（グルジア語: აკაკი როსტომის ძე წერეთელი、グルジア語ラテン翻字: Akaki Rostomis dze Tsereteli、1840年6月9日 – 1915年1月26日）は、ジョージアの詩人。モノニムでアカキとして知られる。ジョージアの国民解放運動における主要人物の一人である。

## 生い立ちと教育
1840年、イメレティア州のスフヴィトリ村において、有名なジョージア貴族の家系に生まれた。父はロストム・ツェレテリ公。母はイヴァネ・アバシゼ公の娘エカテリネであり、エカテリネはイメレティ王ソロモン1世の曾孫にあたる。
かつてからの一族の伝統に従い、アカキ・ツェレテリは幼少期をサヴァネ村の小作農家で過ごした。彼は農民の乳母によって育てられ、その中でジョージアにおける農民の暮らしに共感を与えさせた。彼は1852年にクタイシ古典ギムナジウムを卒業し、1863年にサンクトペテルブルク大学東洋言語学部を卒業した。

## 経歴と業績
ツェレテリはジョージアの進歩的な作家イリア・チャヴチャヴァゼの親友であった。チャヴチャヴァゼとツェレテリは1860年代のジョージアにおける若手世代を代表して、帝政ロシアに抗議し、ジョージアの文化的復活と民族自決を求める活動を行った。ツェレテリは愛国的、歴史的、叙情的、風刺的な詩、またユーモラスな物語や自伝的小説を執筆し、その作品数は数百にのぼる。ツェレテリは教育、ジャーナリズム、演劇の活動にも積極的であった。ジョージアの有名の民謡スリコは、ツェレテリの作詞である。
ツェレテリは1915年に死去し、トビリシのムタツミンダ・パンテオンに埋葬された。トビリシ中心部にあるトビリシ地下鉄サブルタロ線のツェレテリ駅は、アカキ・ツェレテリにちなんで名づけられた。その他、トビリシ市内の主要道路にも、ツェレテリの名がつけられている。
息子はオペラ興行主アレクシ・ツェレテリ。